# Tỉnh ca tỉnh Kaluga
Tỉnh ca tỉnh Kaluga (tiếng Nga: Гимн Калужской области, Gimn Kaluzhskoi oblasti) là tỉnh ca của tỉnh Kaluga, một chủ thể liên bang của Nga. Bài hát được sáng tác bởi Marina Ulybysheva và nhạc được sáng tác bởi Alexander Tipakov. Nó được thông qua theo điều luật #423-OZ của Hội đồng tỉnh Kaluga vào năm 2013.

## Lời
| Tiếng Nga (ký tự Cyrill) | Latinh hóa | Tiếng Việt |
| --- | --- | --- |
| Торжествуй и процветай, Славься жизнью новой, Древний наш Калужский край, Край наш родниковый. Серебром озер сверкай В предрассветной сини Наш родной Калужский край, Ты душа России! Припев: Сохрани навсегда небосвод голубой, Заповедную ширь, и леса, и поля, Ты навеки со мной, я навеки с тобой, Благословенная земля! Сберегай нас чистотой Веры непритворной, Богородицы святой Образ чудотворный! Край ученых и творцов, К звездам устремленных, Умножай труды отцов, В битвах закаленных! Припев | Torzhestvuy i protsvetay, Slavʹsya zhiznʹyu novoy, Drevniy nash Kaluzhskiy kray, Kray nash rodnikovyy. Serebrom ozer sverkay V predrassvetnoy sini Nash rodnoy Kaluzhskiy kray, Ty dusha Rossii! Pripev: Sokhrani navsegda nebosvod goluboy, Zapovednuyu shirʹ, i lesa, i polya, Ty naveki so mnoy, ya naveki s toboy, Blagoslovennaya zemlya! Sberegay nas chistotoy Very nepritvornoy, Bogoroditsy svyatoy Obraz chudotvornyy! Kray uchenykh i tvortsov, K zvezdam ustremlennykh, Umnozhay trudy ottsov, V bitvakh zakalennykh! Pripev | Chiến thắng và thịnh vượng, Vinh quang bởi cuộc sống mới, Vùng Kaluga cổ xưa của chúng ta, Các khu vực của các nguồn. Lấp lánh bên hồ bạc, Trong màu xanh trước bình minh Vùng Kaluga bản địa của chúng ta, Người là linh hồn của nước Nga! Điệp khúc: Bảo vệ mãi bầu trời xanh của Người, Độ rộng thiêng liêng, và rừng, và cánh đồng, Người luôn bên ta, ta luôn bên Người, Vùng đất được ban phước! Cứu giúp chúng ta bằng sự thuần khiết của Niềm tin vô song của Đức Trinh Nữ Hình ảnh kỳ diệu! Khu vực của các nhà khoa học và người sáng tạo, là Khao khát những ngôi sao, Tăng gấp bội các tác phẩm của các cha ông, Trở nên cứng rắn trong các trận chiến! Điệp khúc |